# Antonio Marocco
Antonio Oscar Marocco (Salta, 16 de noviembre de 1947) es un periodista y político argentino. Actualmente es el vicegobernador de la Provincia de Salta, acompañando al gobernador Gustavo Sáenz y Presidente de la Cámara de Senadores de la Provincia de Salta.

## Biografía
Antonio Oscar Marocco es un periodista con una amplia trayectoria en el sector público. Su familia es de origen sirio-libanés. Fue Secretario Legislativo de la Cámara de Senadores de la Provincia de Salta entre 1973 y 1974. Entre 1983 y 1985 fue el Coordinador de la Dirección de Cultura de la Provincia de Salta y en el año 1985 fue elegido como diputado provincial por el departamento de la Capital, cargo que ejerció durante cuatro años. En 1985 también fue elegido por los socios del Club Atlético Central Norte como presidente por un mandato de dos años.
En su labor periodística fue el director del semanario Noticias de Salta durante tres años y luego fue director Radio Independencia de Tucumán.
Fue el Secretario de Prensa de la Provincia entre 1990 y 1991 y luego ejerció el mismo cargo pero en el Municipio de Salta entre 1996 y 1997.
En el año 2005 es elegido nuevamente, luego de 16 años, como diputado provincial por el Departamento de la Capital. No completaría su mandato porque en el año 2007 cuando Juan Manuel Urtubey gana las elecciones para gobernador de Salta, lo convoca a ser parte del gabinete de ministros, siendo el titular de la cartera de gobierno. Marocco cumplió esa función durante dos años y pasaría a ser Coordinador de asuntos políticos de la gobernación durante el 2010. Siendo este su último puesto público antes de llegar a la vicegobernación en 2019.

## Vicegobernador de Salta
En el año 2019 Gustavo Sáenz lo elegiría como su compañero de fórmula para alcanzar la gobernación. Marocco era el referente del Partido del Trabajo y la Equidad y tenía una buena relación con el, en ese entonces, candidato a presidente Alberto Fernández. En las elecciones PASO la fórmula lograría un total de 292 690 votos que significaron el 42,81% de los votos válidos, superando a los principales contrincantes como Sergio Leavy, Alfredo Olmedo y Miguel Isa. En las elecciones generales, la fórmula que integraba Marocco lograría un total de 377 389 votos, que significaron un total de 53,65% de los votos válidos, siendo así electo como vicegobernador de Salta acompañando al exintendente de la capital salteña como gobernador.
Marocco juró como vicegobernador el 10 de diciembre de 2019 y es el presidente de la Cámara de Senadores de la Provincia de Salta.
En el ejercicio de su mandato como vicegobernador sostuvo que no se presentaría como candidato a convencional constituyente para no quitarle imparcialidad a la reforma de la Constitución de la Provincia pero finalmente Marocco encabezó la lista del frente “Gana Salta” para las elecciones de 2021.
En dichas elecciones Marocco obtuvo 23.472 votos y fue el cuarto candidato más votado muy por detrás de Guillermo Durand Cornejo y también por detrás de Fernando Lardies de Juntos por el Cambio y Sonia Escudero del Frente de Todos. Dichos resultados fueron suficientes para que él y su segunda, la exministra de Urtubey, Pamela Calletti resultasen electos como convencionales constituyentes.
En 2023 y tras mucha especulación sobre quién acompañaría a Sáenz en su búsqueda de la reelección Marocco terminó firmando como candidato a vicegobernador repitiendo la formula con el gobernador. En las elecciones generales la dupla logró 337.621 votos y se impuso en las elecciones con el 47% de los votos extendiendo su mandato hasta el 2027. 